# Калініно (Нерчинський район)
Калі́ніно (рос. Калинино) — село у складі Нерчинського району Забайкальського краю, Росія. Входить до складу Приісковського міського поселення.

## Населення
Населення — 463 особи (2010; 458 у 2002).
Національний склад (станом на 2002 рік):
- росіяни — 97 %